# Roger Murillo
Roger Murillo (Cali, Valle del Cauca, Colombia; 17 de julio de 1993) es un futbolista Colombiano. Juega de Mediocampista.

## Clubes
| Club            | País     | Año         |
| --------------- | -------- | ----------- |
| América de Cali | Colombia | 2012 - 2013 |